# الدين (2010 فلم)
الدين هو طبعة جديدة عام 2010 لفيلم الأفلام الإسرائيلية 2007 الدين (2007 فيلم) ،  إخراج جون مادن من سيناريو ماثيو فون وجين جولدمان وبيتر ستراوغان. وستكون من بطولة هيلين ميرين وسام وورثينجتون وجيسيكا شاستين وسياران هيندز وتوم ويلكنسون ومارتون سوكساس وجيسبر كريستنسن.
على الرغم من استعداده للإصدار في يوليو 2010،  والمقرر إصداره في ديسمبر 2010 في الولايات المتحدة،  قام الفيلم بجولة فقط في مختلف مهرجانات الأفلام خلال خريف عام 2010 وربيع عام 2011. لم يشهد إصدارًا عامًا حتى تم إصداره في فرنسا في 15 يونيو 2011، تليها كازاخستان وروسيا في يوليو 2011، والولايات المتحدة وكندا والهند في 31 أغسطس 2011.

## القصة
في عام 1997، تم تكريم راشيل من قبل ابنتها سارة خلال حفل إطلاق في تل أبيب لكتاب سارة على أساس رواية راشيل وستيفان وديفيد عن الأحداث في عام 1965. في نفس الوقت، يرافق ديفيد من شقته عميل حكومي إسرائيلي لاستخلاص المعلومات. يعترف ديفيد بأن ستيفان ينتظر في مركبة أخرى وغير قادر على مواجهة أكاذيبه، فهو ينتحر من خلال السير أمام شاحنة قادمة.
في عام 1965، وصلت عميلة من الموساد راشيل سينغر في مهمتها الميدانية الأولى إلى برلين الشرقية للقاء عملاء أكثر خبرة ديفيد بيرتس وستيفان جولد. مهمتهم هي القبض على مجرم الحرب النازي ديتر فوجل - المعروف باسم «جراح بيركيناو» لتجاربه الطبية على اليهود خلال الحرب العالمية الثانية - وتقديمه إلى إسرائيل لمواجهة العدالة. تقدم راشيل وديفيد نفسيهما كزوجين متزوجين من الأرجنتين، وراشيل تصبح مريضة في عيادة التوليد وأمراض النساء.
عند موعد مع الطبيب، تقوم راشيل بحقن فوغل بمهدئ أثناء الفحص ويحث الممرضة على الاعتقاد بأنه أصيب بنوبة قلبية. ستيفان وديفيد يصلان مرتديًا مسعفين ويقضيان مع فوغيل اللاواعي في سيارة إسعاف. يحاولون المغادرة بالقطار، لكن فوغل يستيقظ ويصوت قرن الشاحنة التي يحتجز فيها، لتنبيه الحراس إلى وجودهم. في تبادل لاطلاق النار الذي تلا ذلك، ديفيد التضحية فرصته للهروب من أجل إنقاذ للخطر راشيل. ليس لدى العملاء أي خيار سوى إحضار فوجل إلى شقتهم والتخطيط لاستخراج جديد.
يتناوب الوكلاء في مراقبة وتغذية فوجل بينما يتركونه بالسلاسل إلى سخان الحائط. خلال نوبته، أصبح داود غاضبًا عنيفًا بعد أن أوضح فوغل معتقداته أن لليهود العديد من نقاط الضعف، مثل الأنانية، مما يجعلهم مهزومين بسهولة. ديفيد يحطم لوحة زجاجية فوق رأس فوغل ويضربه مرارًا وتكرارًا، حتى يتم إيقافه وضبطه بواسطة ستيفان. في وقت لاحق، خرج ستيفان وديفيد، تاركين راشيل المنزل لمراقبة فوغل بنفسها. بعد أن تمكن من اختراق روابطه باستخدام قطعة من الصفيحة المكسورة، نصب فوغل كمينًا للراشيل مع القشرة، تاركًا لها ندبة دائمة على وجهها وتهرب. الذعر والأمل في تجنب الإذلال، يقنع ستيفان راشيل وديفيد بمتابعة الخيال الذي قتل فوغل. إنهم يتفقون على الكذب واستخدام قصة الغلاف التي أطلقت عليها راشيل النار وقتل فوغل وهو يحاول الفرار.
في السنوات التالية، أصبح الموقرون عملاء كبطل وطني لدورهم في المهمة. في حفل عشاء بعد حفل إطلاق كتاب ابنتهما، أخذ ستيفان راشيل جانباً لوضع اجتماع لمناقشة المعلومات الجديدة التي حصل عليها. في وقت لاحق، في شقة ديفيد، يقدم ستيفان أدلة على أن فوغل موجود في مستشفى للأمراض العقلية في أوكرانيا، ومن المقرر قريبًا أن يجري مقابلة مع صحفي محلي.
ستيفان يدعي ديفيد قتل نفسه لأنه كان جبانا. راشيل تفند تفسير ستيفان، مذكّرة مقابلة مع ديفيد قبل يوم واحد من انتحاره، حيث كشف عن خجله من الكذب وكشف أنه قضى سنوات دون جدوى في البحث عن العالم بحثًا عن فوغل حتى يتمكن أخيرًا من تقديمه إلى العدالة. شعر بالإحباط أكثر من اعتراف راشيل بأنها ستواصل نشر الكذبة لحماية المقربين إليها، ولا سيما ابنتها.
ومع ذلك، تشعر راشيل في النهاية أنها مضطرة للسفر إلى كييف. إنها تحقق في قيادة الصحفي وهي قادرة على السفر إلى اللجوء. وصلت إلى الغرفة قبل دقائق فقط من الصحفي وتكتشف أن الرجل الذي يدعي أنه فوغل ليس هو نفسه. وصفًا للقاء ستيفان عبر الهاتف، تعلن راشيل أنها لن تستمر في الكذب بشأن مهمة 1965. تركت ملاحظة للصحفي وفجأة رصدت موقع فوغل الحقيقي بين المرضى الآخرين وتتبعه في منطقة معزولة بالمستشفى.
بعد مواجهة طعنت فيها فوغل مرتين بالمقص، قتلت راشيل فوغل عن طريق غرق حقنة سامة في ظهره. تم اكتشاف ملاحظة راشيل في وقت لاحق وقراءتها من قبل الصحفي. وهو يصف حقيقة المهمة، وعلى استعداد لنقلها إلى العالم.

## البطولة
هيلين ميرين
وسام وورثينجتون
جيسيكا شاستين
سياران هيندز
توم ويلكنسون
مارتون سوكساس
جيسبر كريستنسن.

## إنتاج
ذكرت الصحف الإسرائيلية أن ميرين «تغمر نفسها» في دراسات اللغة العبرية والتاريخ اليهودي وكتابات المحرقة، بما في ذلك حياة سيمون ويسنثال، بينما تقضي وقتًا في إسرائيل عام 2009 لتصوير مشاهد في الفيلم. وقالت «شخصيتي تحمل ذكرى الهولوكوست وغضبها وشغفها».

## إطلاق سراح
تم عرض الفيلم لأول مرة في مهرجان دوفيل السينمائي الأمريكي في فرنسا في 4 سبتمبر 2010، يليه مهرجان تورنتو السينمائي الدولي في 14 سبتمبر 2010،  ومختلف المهرجانات الأخرى خلال خريف عام 2010 وربيع عام 2011.
كان الفيلم جاهزًا للإصدار بالفعل في أوائل يوليو 2010، عندما تم تقديمه إلى المجلس البريطاني لتصنيف الأفلام،  وأعلن ميراماكس في الأصل عن خطط لإصداره في الولايات المتحدة في 29 ديسمبر 2010، وسرعان ما بدأت تظهر على قوائم المتنافسين على جائزة الأوسكار 2011. ومع ذلك، كان الفيلم واحدًا من فيلمين تأخرت مواعيد افتتاحهما الرسمي حتى عام 2011 بسبب نقل ميراماكس من مالكها السابق ديزني والمالك الجديد فيلميارد.
شهد الفيلم أول إصدار عام له في فرنسا في 15 يونيو 2011، تلاه كازاخستان وروسيا في يوليو 2011، والولايات المتحدة وكندا والهند في 31 أغسطس 2011.

## استقبال نقدي
تلقى الفيلم استجابة إيجابية بشكل عام بين النقاد والمشاهدين. يفيد مُجمع مراجعة روتن توميتوز أن 77٪ من الـ 183 منتقدًا أعطوا الفيلم تقييمًا إيجابيًا، وبلغ متوسط النقاط الحرجة 6.56 / 10. ينص إجماع الموقع على أن «السرد الذي يغير الوقت يخلق مشاكل في صرف الانتباه، ولكن في نهاية المطاف، فإن الدين هو إدخال ذكي حسن التصرف في هذا النوع الذي يمكن أن يستخدمه أكثر من غيره». يمنح ميتاكريتيك، وهو مجمّع للمراجعة يقوم بتعيين متوسط مرجح من 100 لمراجعات من النقاد الرئيسيين، الفيلم درجة 65 استنادًا إلى 37 تعليقًا. قالت فيكتوريا ألكساندر أوف فيلمز ريفيو في فيلمها «إن التقلبات مروعة وتفتت. سلك عالي، فيلم تجسس ذكي. إنه واحد من أفضل الأفلام في عام 2011.» 
استشهد ريتشارد ميدلتون-كابلان بالفيلم كمثال حديث على عمل يلعب مع أسطورة السلبية اليهودية خلال الهولوكوست، لأن عملاء الموساد لا يدحضون بفعالية ادعاءات الطبيب:

## روابط خارجية
- مقالات تستعمل روابط فنية بلا صلة مع ويكي بيانات
- الدين  في قاعدة بيانات الأفلام على الإنترنت (بالإنجليزية)
- The Debt على موقع جمعية الأفلام البريطانية
- الدين على الأرقام
- الدين (2010 فلم) في روتن توميتوز.